# Voïdomátis
Le Voïdomátis (en grec moderne : Βοϊδομάτης, littéralement « œil de bœuf ») est une rivière qui prend sa source dans les gorges de Vikos, en Épire, dans le nord de la Grèce. Après avoir arrosé le parc national de Vikos – Aoos, elle se jette dans l'Aoos près de Kónitsa.